# Aega monophthalma
Aega monophthalma là một loài chân đều trong họ Aegidae. Loài này được Johnston miêu tả khoa học năm 1834.